# لانة شاهي (زاز الغربي)
لانة شاهي (بالفارسية: لانه شاهی) هي قرية تقع في إيران في قسم زاز الغربي الریفي.